# フレッツ・スポット café
フレッツ・スポット café（フレッツ・スポット・カフェ）は、西日本電信電話（NTT西日本）および東日本電信電話（NTT東日本）がインターネット接続サービス「フレッツ」を提供する「フレッツ・スポット」であり、インターネットカフェの一種。

## 店舗

### NTT西日本
- JR西日本　大阪駅
- JR西日本　博多駅